# Syma megarhyncha
El alción montano (Syma megarhyncha) es una especie de ave coraciforme de la familia Halcyonidae endémica de Nueva Guinea, donde ocupa las selvas de montaña que atraviesan la isla.